# Llanllawddog
Llanllawddog är en community i Storbritannien.   Den ligger i kommunen Carmarthenshire och riksdelen Wales, i den södra delen av landet, 290 km väster om huvudstaden London.